# Chapelle de la Visitation de Nice
Pour les articles homonymes, voir Chapelle de la Visitation.
Ne doit pas être confondu avec la chapelle de la Visitation Sainte-Claire, située dans le même quartier
La chapelle de la Visitation, appelée aussi chapelle de la Providence, est une chapelle située dans le Vieux-Nice.

## Emplacement
Située dans le Vieux-Nice, la chapelle surplombe une place surnommée dans le quartier placette de la Providence. L'adresse du lieu est rue Saint-Augustin.
La chapelle est proche de l'église Saint-Martin-Saint-Augustin de Nice. Elle peut faire l'objet d'une confusion avec la chapelle de la Visitation Sainte-Claire située non loin et ayant hébergé les mêmes ordres.

## Histoire
Constitués d'un couvent et d'une chapelle, les bâtiments ont été construits au début du XVIe siècle par des sœurs cisterciennes. Elles l'abandonnèrent au milieu du même siècle, permettant à des sœurs clarisses de s'y installer. Celles-ci n'y resteront pas longtemps, notamment en raison du délabrement des bâtiments. Elles firent construire une chapelle et un couvent non loin (chapelle Sainte-Claire).
En 1669, alors qu’elles sont installées sur le cours Saleya, la communauté des sœurs visitandines s’agrandit. Un petit groupe de religieuses et de pensionnaires va prendre possession de sa nouvelle demeure - près du couvent des Augustins - placée sous la protection de l’Évêque de Genève. Le couvent et la chapelle seront construits entre 1680 et 1685 sur les ruines des anciens bâtis et prendront le nom de Saint-François de Sales. Les visitandines y resteront jusqu'à la fin du XVIIIe siècle (période révolutionnaire), avant de partir à leur tour à la chapelle Sainte-Claire.
En 1812, Eugène Spitalieri de Cessole forme un établissement des soupes économiques pour nourrir les pauvres. Le gouvernement d'alors lui assigne pour cet objet l'église et le couvent Saint-François de Sales qui étaient dans un délabrement complet. Il réussit à réparer peu à peu les bâtiments et à y réunir les pauvres filles orphelines ou abandonnées. En 1819, le même Eugène Spitalieri de Cessole obtient l'autorisation du préfet Dubouchage d'y fonder une œuvre destinée à recueillir les jeunes filles abandonnées. Nommée Filles de la Providence, l'œuvre leur enseignait religion, morale et leur apportait une instruction primaire. Elle vivait de dons ainsi que de la location des jeunes filles, surnommées Cessolines, comme pleureuses pour des enterrements. Le roi Victor-Emanuel a approuvé cet établissement par ses lettres patentes du 30 mai 1820.
L'activité de formation se poursuit dans ces locaux jusqu'à la fin du XXe siècle : en 1995 l'œuvre déménage dans la plaine du Var (construction du lycée professionnel et technologique La Providence). À la suite d'une importante opération immobilière sur l'îlot de la Providence, une partie des bâtiments devenus vétustes a été rasée. Il reste aujourd'hui la chapelle et une partie de ses locaux.
Depuis 2002, le bâtiment abrite le Centre culturel de la Providence, un établissement culturel de proximité géré par l'association La Semeuse.

## Description
La structure du bâtiment présente un intérêt tout particulier pour sa forme en L avec deux nefs. La première était destinée aux fidèles et la seconde, qui la croise à angle droit, aux sœurs cloîtrées, lesquelles suivaient la messe à travers une épaisse grille face à un autel passant pour une chapelle latérale dans l’autre nef.
Dans la nef principale, on trouve un retable construit au XIXe siècle au bénéfice de l’œuvre de la Providence.

## Orgue
Il se situe dans la nef principale, à l'opposé du retable. Les sources documentaires sont lacunaires quant à sa
fabrication. On ne connait pas l’identité de son facteur, toutefois il est attesté qu’il a tout d'abord été installé en 1724 en l’église Saint-Augustin de Nice.
Lors de la Révolution française, le 14 brumaire an III, les administrateurs du district de Nice ordonnent par arrêté que
le facteur Honoré Grinda recueille « dans ses ateliers tous les orgues ou portions d’iceux qui restent dans les ci devant Églises et Chapelles de la Commune de Nice, Villefranche ou autres communes de ce district où il pourrait y avoir de
ces instruments ». Celui de l’église Saint-Augustin démonté et stocké jusqu’au Concordat, période lors de laquelle le même Honoré
Grinda remontera l’instrument en l’église Saint-Augustin.
À la suite de la commande d’un nouvel instrument pour cette église, l’orgue est racheté par l’abbé Eugène Spitalieri de Cessole, sur ses propres deniers, pour la somme de 500 lires. Il le met à disposition de l’Hospice de la Providence en 1847 où il sera remonté par Joseph Meyer.
L’orgue - partie instrumentale et buffet - est classé monument historique par arrêté du 20 octobre 2003 (référence PM06002743 sur la base de données Palissy). Il a été restauré en 2014.